# Andrea Graziani

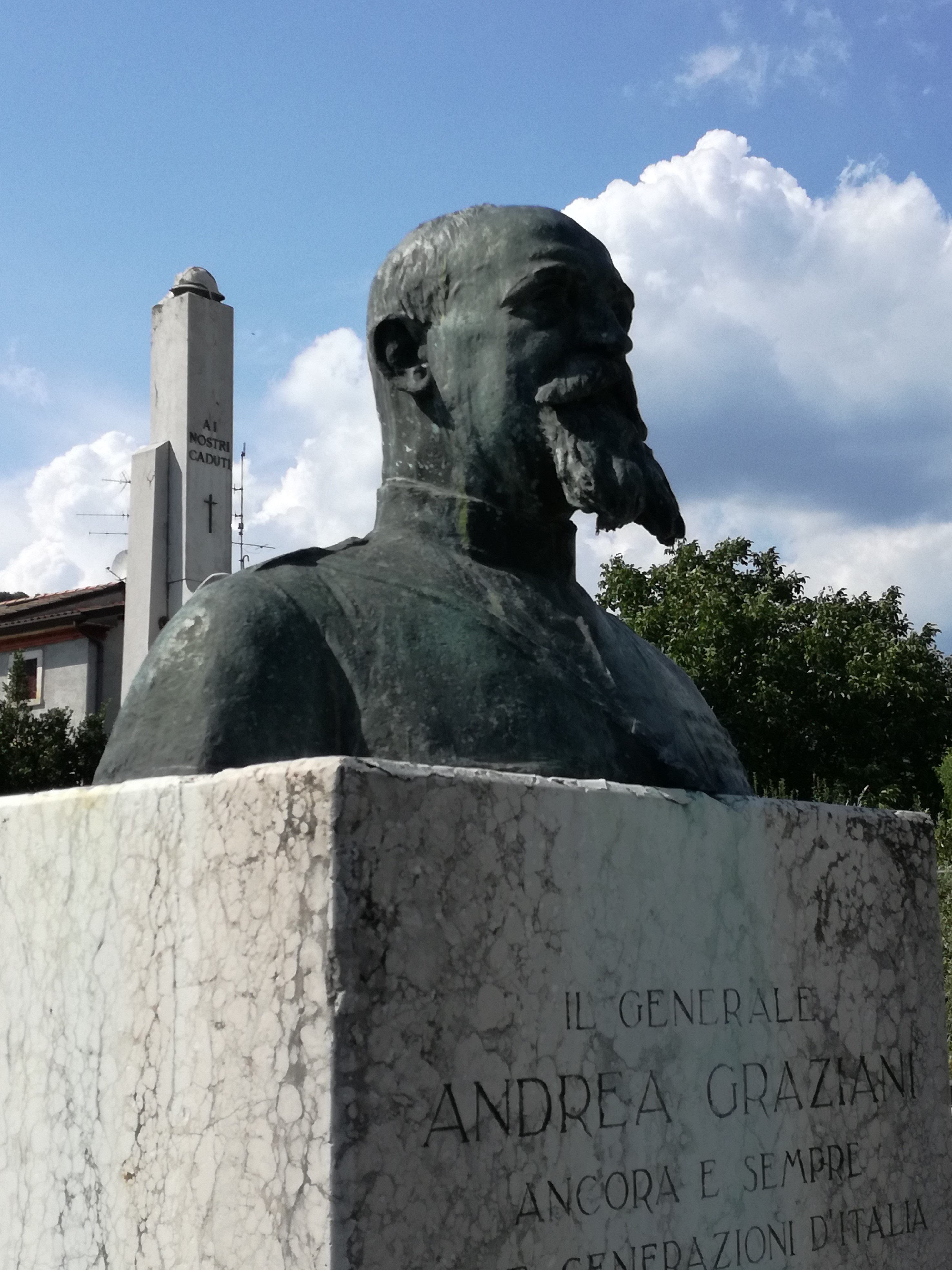
Büste von Andrea Graziani in Valgatara

Andrea Graziani (* 15. Juli 1865 in Bardolino; † Februar 1931 bei Prato) war ein italienischer General, der im Ersten Weltkrieg zahlreiche Soldaten und Zivilisten zum Teil willkürlich standrechtlich erschießen ließ. Während des Faschismus bedeckte er den Rang eines Generals der faschistischen Miliz.

## Leben

### Anfangsjahre
Andrea Graziani entstammte einer konservativen bürgerlichen Familie. Sein Vater, Giobatta, war Notar und seine Mutter, Teresa Ovio, stammte aus einer alten Veroneser Adelsfamilie. Das Paar hatte insgesamt acht Kinder und zog mit Anwachsen der Familie von Bardolino auf ihr Landgut nach Valgatara in das Valpolicella nördlich von Verona. Die Villa Graziani diente später auch Andrea Graziani als Wohnsitz.
Andrea, der als einziger in der Familie die militärische Laufbahn einschlug, besuchte die Militärakademie in Modena, die er 1882 als Leutnant der Infanterie abschloss. Anschließend wurde er zu den Bersaglieri versetzt. 1885 schiffte er sich mit dem italienischen Expeditionskorps nach Massaua in Eritrea ein und nahm anschließend am Eritreakrieg teil. Nach seiner Rückkehr nach Italien 1887 besuchte er zwei Jahre lang die Kriegsschule in Turin. 1894, mittlerweile zum Hauptmann aufgestiegen, wurde Graziani zu den Alpini (6. und 2. Alpini-Regiment) versetzt. Danach wechselte er mehrmals die Einheiten und Aufgabenbereiche. Er war Stabsoffizier im Divisionskommando von Ancona, kurz im Kriegsministerium und von 1899 bis 1906 im Divisionskommando in Verona tätig. Von 1906 bis 1098 übernahm der 1904 zum Major beförderte Graziani ein Lehramt an der Kriegsschule in Turin.
Im September 1908 wechselte er in das Divisionskommando von Messina. Nach dem schweren Erdbeben vom 28. Dezember 1908 zeichnete er sich bei den Hilfsmaßnahmen für die Zivilbevölkerung aus. 1909 folgte die Beförderung zum Oberstleutnant. Von 1912 bis 1914 leitete er das Divisionskommando in Brescia und im April 1914 übernahm er als Oberst das Kommando über das 11. Bersaglieri-Regiment.
Nach dem Erdbeben von Avezzano am 13. Januar 1915 wurde er in das Katastrophengebiet nach Mittelitalien geschickt und betätigte sich dort an der Spitze seiner Bersaglieri erneut erfolgreich bei der Erdbebenhilfe.

### Erster Weltkrieg
Nach dem italienischen Kriegseintritt am 23. Mai 1915 wurde Oberst Graziani mit der Aufstellung des 15. Bersaglieri-Regiments beauftragt. Ende Juni 1915 erfolgte seine Ernennung zum Generalstabschef des V. Korps und seine Abstellung an die Front auf der Hochfläche von Folgaria und Lavarone. Kurze Zeit danach wurde er zum Brigadegeneral befördert. Bereits im Juli übernahm er den Posten des Generalstabschefs der von General Roberto Brusati geführten 1. italienischen Armee. Für seine aktive Teilnahme an den italienischen Angriffsversuchen auf der Hochfläche von Folgaria im Oktober 1915, bei denen er auch eine leichte Verletzung durch ein Schrapnell davontrug, wurde er mit einer silbernen Tapferkeitsmedaille ausgezeichnet. Ende März 1916 wurde er von Cadorna als Generalstabschef der 1. italienischen Armee von General Albricci abgelöst und mit dem Kommando der Infanterie-Brigade Ionio betraut, die in der Valsugana Position bezog. Während der österreichisch-ungarischen Südtiroloffensive war er mit seiner Brigade in erfolgreiche Abwehrkämpfe in der Valsugana verwickelt, wofür der mittlerweile zum Generalmajor aufgestiegene Graziani mit einer weiteren silbernen Tapferkeitsmedaille und dem Ritterkreuz des Militärordens von Savoyen ausgezeichnet wurde.
Nach seinem Ausscheiden als Kommandant der Brigade Ionio Mitte Juni 1916, wurde ihm das Kommando über die im Abschnitt Pasubio-Vallarsa stehende 44. Infanterie-Division zugewiesen, die er bis zum März 1917 führte. Mit der 44. Infanterie-Division verteidigte er zunächst die italienischen Positionen, bevor im Herbst vor Einsetzen des Winters die teilweise Rückeroberung verlorener Positionen, wie die Cosmagnon-Mulde, gelang.
Im März 1917 übernahm er die im Karst im Verband der 3. italienischen Armee stehende 33. Infanterie-Division und führte sie in der Zehnten Isonzoschlacht (12. Mai bis 5. Juni 1917). Für seine Verdienste bei der 33. Infanterie-Division wurde ihm die dritte silberne Tapferkeitsmedaille verliehen. Nach dem Durchbruch der deutsch-österreichischen Truppen in der Zwölften Isonzoschlacht erhielt er von Cadorna am 2. November 1917 den Auftrag, den Rückzug der italienischen Truppen in geregelte Bahnen zu lenken. Als Generalinspekteur des Abzuges griff er über die Maßen gegen Disziplinlosigkeiten durch. Noch im November wurde er mit dem Kommando der I. Alpini-Gruppe auf der Hochebene der Sieben Gemeinden betraut und führte die Alpini Ende Dezember in den Kämpfen um den Monte Sisemol, Valbella, Col del Rosso und Col d’Ecchele am östlichen Rand der Hochebene.
Im April 1918 wurde Graziani mit dem Kommando der aus tschechoslowakischen Deserteuren der österreichisch-ungarischen Streitkräfte neugebildeten tschechoslowakischen Legion betraut. Diese befehligte er bis zum Kriegsende im Frontabschnitt um den Monte Altissimo di Nago zwischen Etschtal und Gardasee.

### Nachkriegszeit und der Fall Avanti!
Im Januar 1919 wurde Graziani vorzeitig aus dem aktiven Dienst entlassen. In der Nachkriegsdebatte wurde er zum Stein des Anstoßes für das Fehlverhalten des italienischen Offizierkorps während des Krieges. Ausgelöst durch den Sturz der Regierung Orlando im Juni 1919, erhitzte sich die politische Diskussion zwischen Befürwortern und Gegnern des Krieges erneut, auch in Anbetracht der in Paris für Italien enttäuschend laufenden Friedensverhandlungen. Einen wesentlichen Beitrag für das gestiegene öffentliche Interesse am Krieg, leistete die Aufhebung der Zensur durch die Nachfolgeregierung Nitti. Die den Krieg kritisch oder ablehnend eingestellte Presse wie die La Stampa und die Zeitung der sozialistischen Partei Avanti!, schossen sich bald auf die ihrer Meinung nach Hauptverantwortlichen des Krieges ein. Zusätzliches Material für die Kriegsgegner lieferte die nach der verheerenden Niederlage von Karfreit im Januar 1918 eingerichtete parlamentarische Untersuchungskommission, die im Juni 1919 nach 18 Monaten vor dem Abschluss stand.
Vier Tage nach der Veröffentlichung des Untersuchungsberichtes über Karfreit, in dem schwere Vorwürfe gegenüber der militärischen Führung erhoben wurden, erschien in der Zeitung Avanti! vom 28. Juli 1919 auf der Titelseite ein Artikel über Graziani. In diesem wurde Graziani angeprangert willkürlich die standrechtliche Erschießung eines Soldaten bei Padua am 3. November 1917 angeordnet zu haben. Einen Tag nach seiner Ernennung zum Generalinspekteur des Abzuges hatte er den Artilleristen Alessandro Ruffini in Noventa Padovana erst gezüchtigt und anschließend, ohne ihn anzuhören, erschießen lassen, weil er ihm seiner Meinung nach provokant mit einer Zigarre im Mund gegenüber getreten war. Der auch von anderen Zeitungen aufgegriffene Fall, löste einiges Aufsehen aus und hatte zwei parlamentarische Anfragen zur Folge, zu denen sich Ministerpräsident Nitti und Kriegsminister Albricci äußern mussten. In der Folge distanzierte man sich von dem Vorgehen Grazianis und erstattete Anzeige gegen ihn. In einer Reihe von weiteren nachfolgenden Artikeln deckte die Zeitung Avanti! weitere Fälle auf, in denen Graziani standrechtliche Erschießungen von Soldaten und Zivilisten aus zum Teil zweifelhaften Gründen angeordnet hatte. So wurden auf seinen Befehl hin zwischen dem 10. November und 16. November 1917 insgesamt 36 Soldaten und Zivilisten wegen angeblicher Plünderung nach kurzem Schauprozess ohne Verteidigung zwischen Treviso und Padua erschossen. Graziani verteidigte sein hartes Vorgehen damit, dass er in außergewöhnlichen Umständen, wie sie nach Karfreit herrschten, im Interesse und zum Schutz des Vaterlandes gehandelt hätte.
Cadorna, aber auch sein Nachfolger Diaz, sowie der Generalstab wussten von dem Vorgehen Grazianis, ließen ihm aber trotzdem freie Hand. Er rühmte sich auch offen damit, Plakate mit seinen von ihm unterzeichneten standrechtlichen Urteilen in den Straßen Paduas zur Abschreckung angebracht zu haben. Graziani war aber bereits vor Karfreit berüchtigt für seine Methoden und bewusst von der militärischen Führung ausgewählt worden, um für Disziplin und Ordnung beim chaotischen Rückzug nach der Zwölften Isonzoschlacht zu sorgen. Sein erster Erschießungsbefehl stammte vom November 1916, als er zwei Soldaten bei Schio trotz Protestes der Zivilbevölkerung erschießen ließ, weil sie ihn nicht vorschriftsgemäß gegrüßt hatten. Ein weiteres Todesurteil fällte er während der Zehnten Isonzoschlacht im Mai 1917 nach einem belanglosen Disput eines Soldaten mit seinem Vorgesetzten, bei dem es angeblich zu einer Handgreiflichkeit gekommen war.
Als Kommandant der tschechoslowakischen Legionen zeigte er sich anfangs aus politischen Gründen zurückhaltend gegenüber den nur meist wenig motivierten Tschechoslowaken. Griff aber auch hier später mit harter Hand durch. So ließ er am 12. Juni 1918 wenige Tage vor Beginn der österreichisch-ungarischen Piaveoffensive acht fahnenflüchtige Legionäre trotz Protestes des tschechoslowakischen Generals Štefánik standrechtlich erschießen.
Es wird angenommen, dass Graziani für weitere Erschießungen verantwortlich ist, die aber nicht dokumentiert sind. Aus Augenzeugenberichten und Memoiren sind dagegen andere brutale Vorgehensweisen bekannt, die er im Laufe des Ersten Weltkrieges an den Tag legte. So schoss er im Herbst 1915 auf der Hochfläche von Folgaria eigenhändig auf zurückweichende Soldaten, nachdem diese vergeblich gegen eine gegnerische Stellung angerannt waren. Auch im Laufe der Zehnten Isonzoschlacht machte er nach eigenen Angaben Jagd auf sich zurückziehende Soldaten.
Das öffentliche Interesse an Graziani ebbte genau so schnell ab, wie es aufgeflammt war. Unter der Bevölkerung besaß er allerdings keinen guten Ruf, so wurde er selbst in unmittelbarer Umgebung seines Wohnortes Valgatara auf der Straße beschimpft. In der Nachkriegszeit befasste er sich mit landwirtschaftlichen Problemen, insbesondere mit dem Bau von Bewässerungskanälen für die landwirtschaftlichen Gebiete zwischen Etschtal und Verona. Auch trieb er die Fertigstellung der bereits im Krieg begonnenen und nach ihm benannten Strada Graziani auf dem Monte Baldo voran.
1923 trat er der faschistischen Partei bei und wurde noch im gleichen Jahr zum Generalleutnant der faschistischen Miliz (italienisch Milizia Volontaria per La Sicurezza Nazionale kurz MVSN) für den Bereich Alto Adige und Verona ernannt. 1927 erfolgte seine Beförderung zum Armeekorpgeneral des Heeres in der Reserve. In den 1920er Jahren war er auch Bürgermeister von San Martino, seit 1927 ein Stadtteil von Verona.

### Mysteriöser Tod
Andrea Graziani verstarb auf ungeklärte Weise im Februar 1931. Er war am 26. Februar in den Nachtzug von Rom nach Verona eingestiegen. Seine Leiche entdeckte man am Morgen des 27. Februars an der Bahnstrecke zwischen Florenz und Prato. Die noch am gleichen Tag eingeleitete richterliche Untersuchung wurde bald eingestellt, ohne dass geklärt worden war, ob er unabsichtlich aus dem Zug gefallen war, es wurde vermutet, er habe die Zug- mit der Toilettentür verwechselt, oder mit Gewalt aus dem Zug gestoßen worden war.
Seine letzte Ruhestätte fand er in seinem Wohnort Valgatara.